# Pardalotus punctatus
Il pardaloto maculato (Pardalotus punctatus (Shaw, 1792)) è un uccello passeriforme della famiglia Pardalotidae.

## Descrizione

### Dimensioni
Misura 8,5-10,5 cm di lunghezza, per 7-12 g di peso: la specie segue la regola di Bergmann, con le popolazioni meridionali di dimensioni maggiori.

### Aspetto

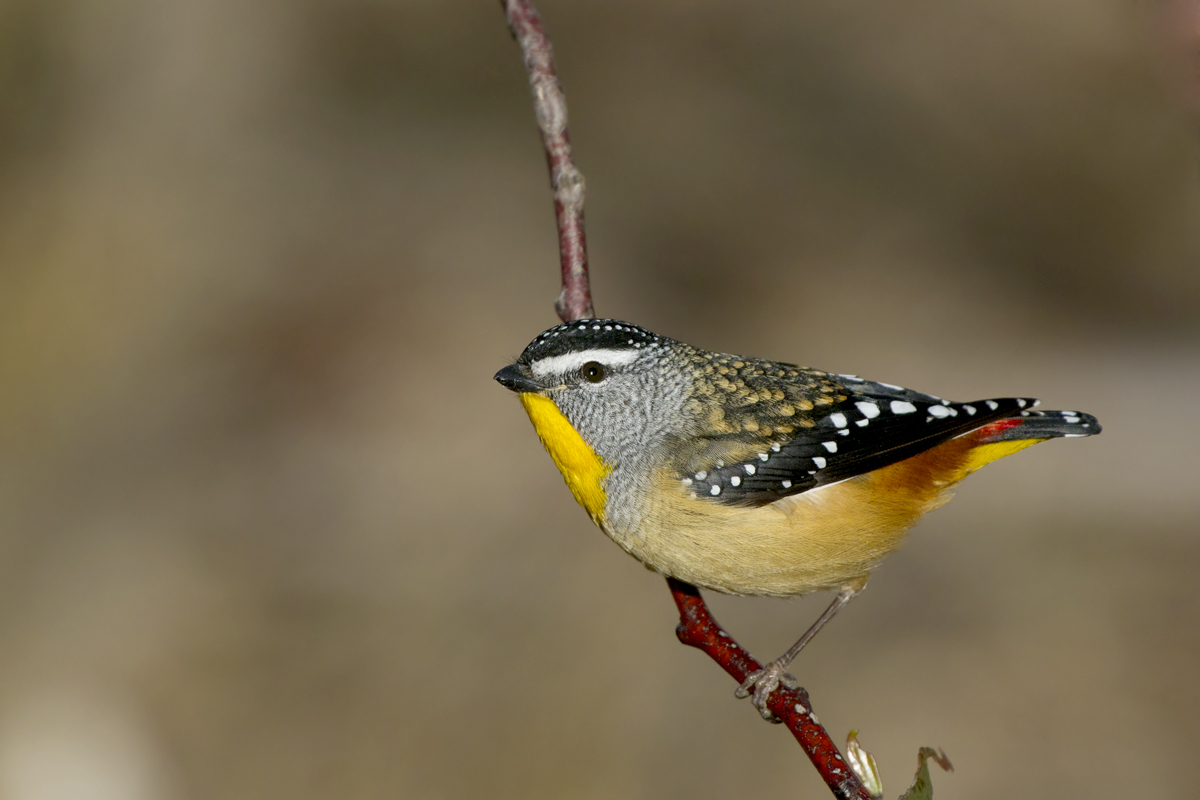
Maschio in natura.

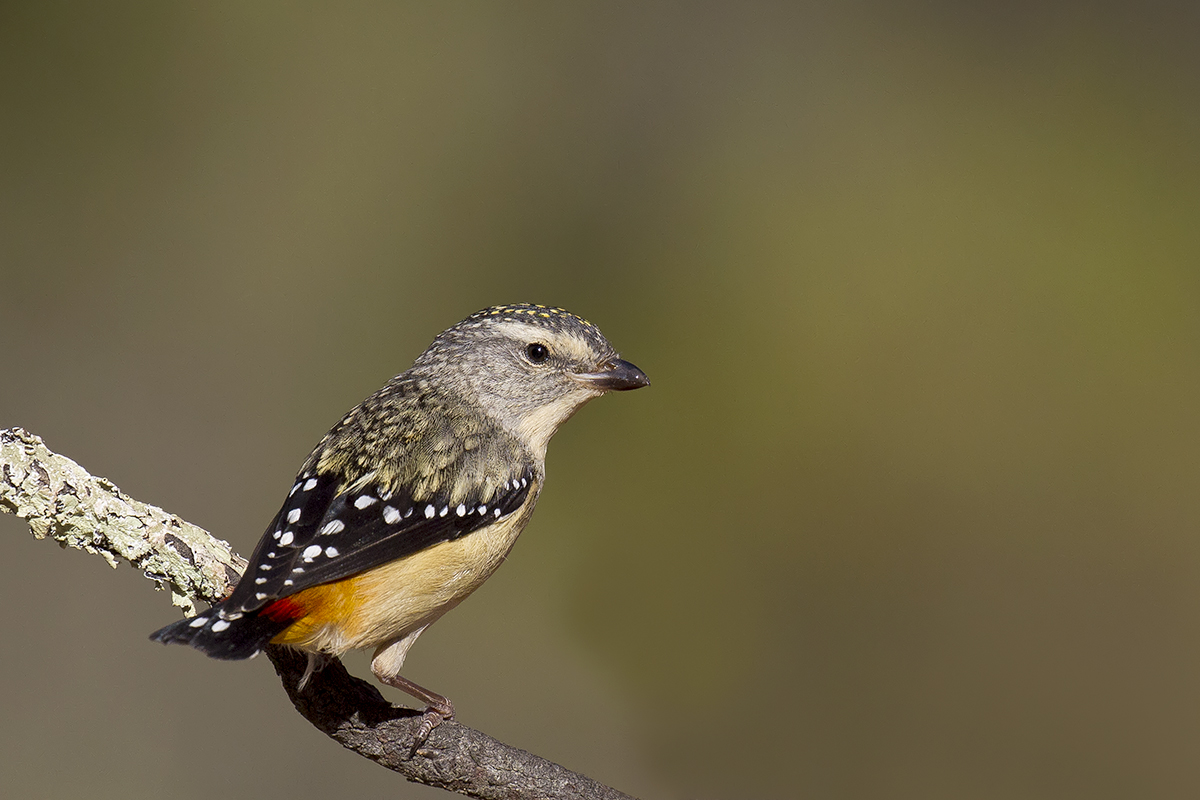
Femmina nel Victoria.

Si tratta di uccelli dall'aspetto robusto e paffuto, muniti di grossa testa con becco corto e forte di forma conica, ali appuntite, zampe corte e forti e coda corta e squadrata.
Il piumaggio è nerastro su fronte, vertice e nuca, con le singole penne dalla punta munita di una macchia bianca: il sopracciglio è bianco, mentre fra i lati del becco e la parte posteriore dell'occhio è presente una banda nerastra a formare una mascherina. Il resto della testa, così come il collo ed il petto, è di colore grigio cenere, con singole penne orlate di nero, mentre la gola e la porzione superiore del petto sono di colore giallo zafferano: il ventre è bianco-grigiastro, i fianchi sono di color bruno-rosato, il dorso e le ali sono di colore bruno con singole penne orlate di nero, il sottocoda è di color giallo-arancio, il codione è di color caramello con parte centrale rossa e infine coda, copritrici e remiganti sono nere con una macchia circolare bianca sulla punta di ciascuna penna.

Il dimorfismo sessuale è evidente, con le femmine dalla mascherina nera appena accennata, giallo golare mancante (sostituito dal bianco) e colorazione di fianchi e coda meno brillante.
In ambedue i sessi il becco è di colore nerastro, le zampe sono di color carnicino e gli occhi sono di colore bruno-ambrato.

## Biologia

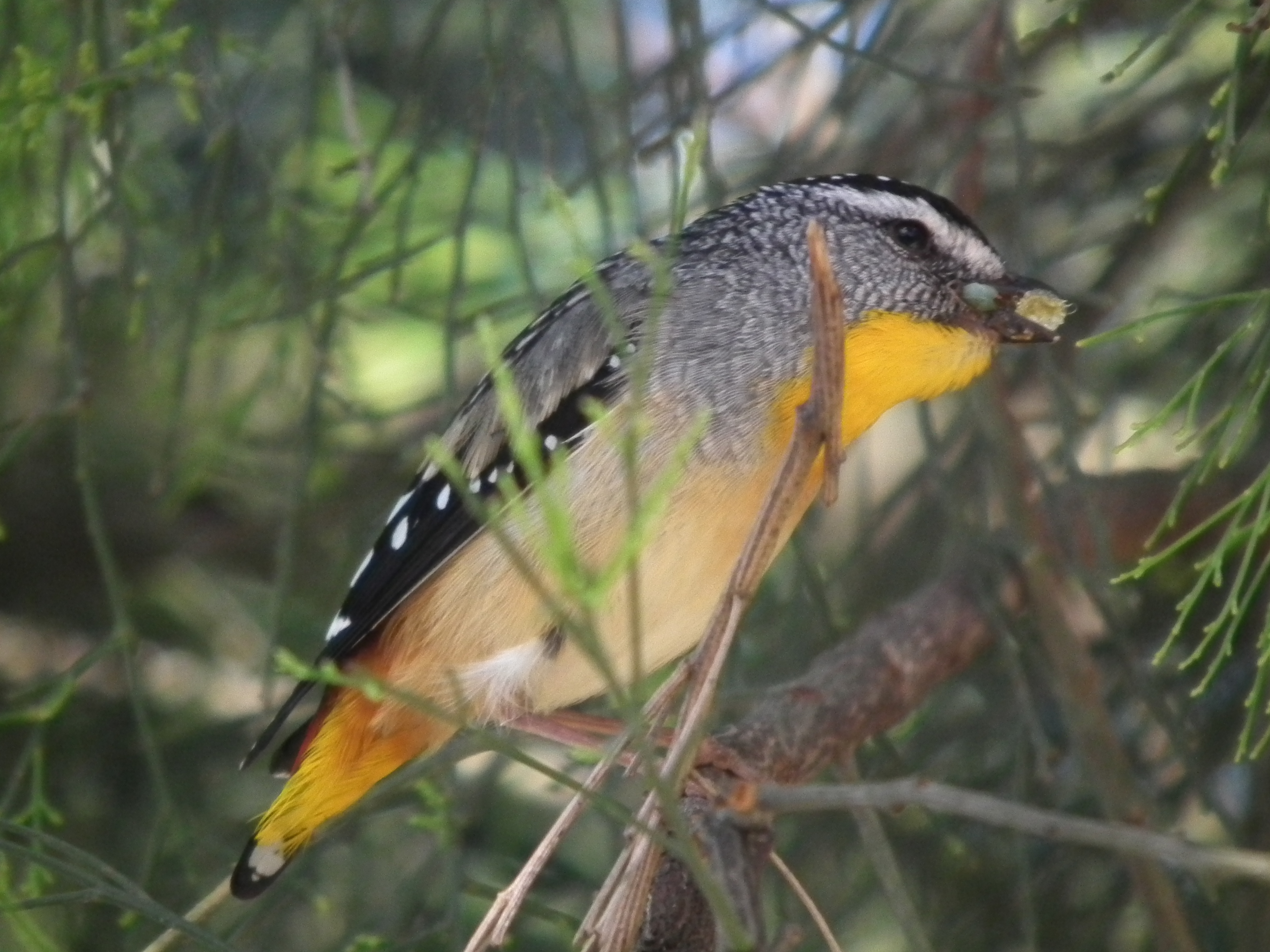
Maschio con cibo nel becco nei pressi di Melbourne.

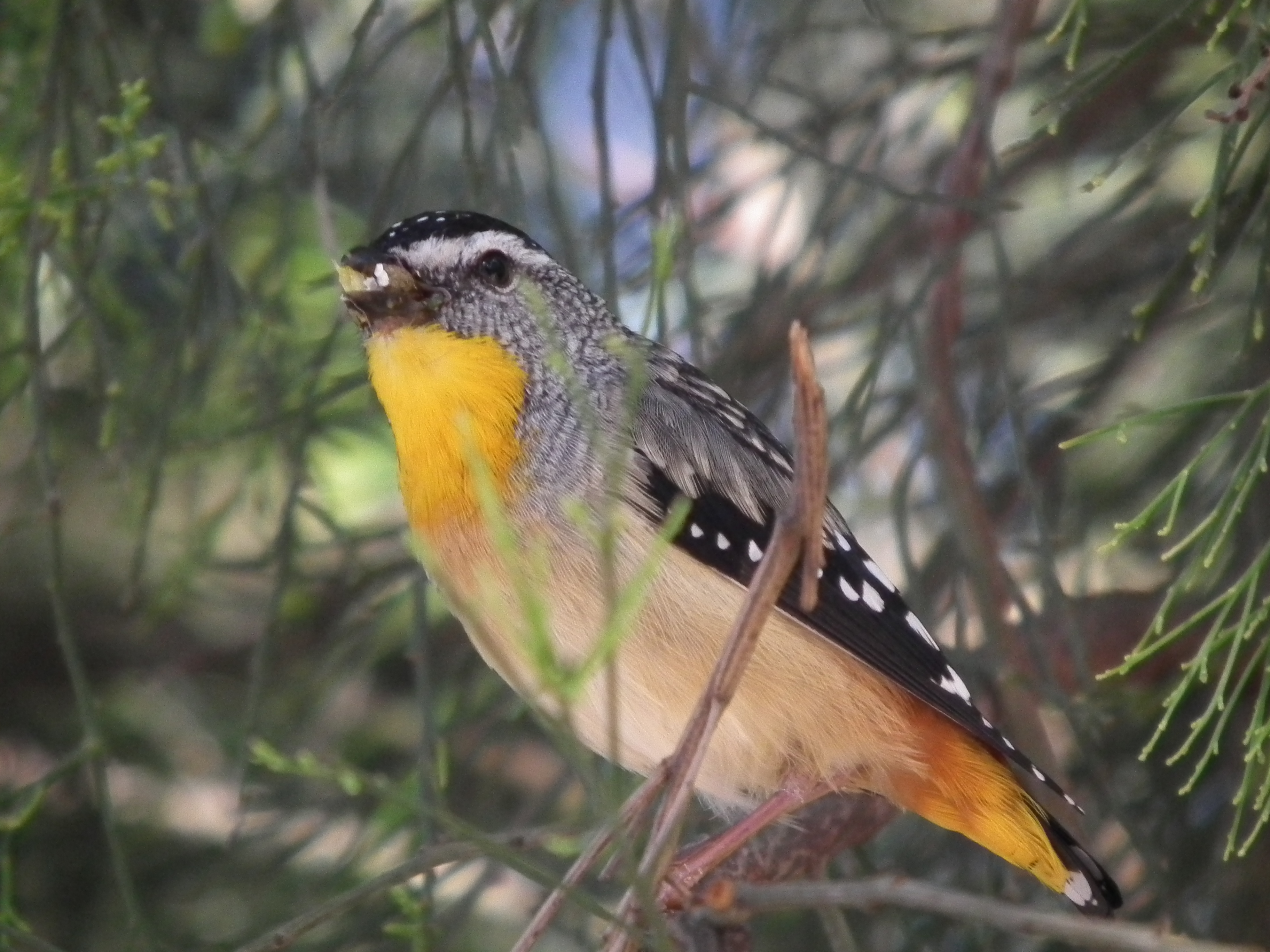
Esemplare si nutre in natura.

Si tratta di uccelli dalle abitudini di vita essenzialmente diurne, che vivono generalmente in coppie, non di rado (soprattutto all'infuori della stagione degli amori) aggregandosi a stormi misti in compagnia di altre specie.

Questi uccelli passano la maggior parte del tempo alla ricerca di cibo muovendosi fra i rami di cespugli ed alberi, tenendosi di tanto in tanto in contatto fra loro mediante richiami sorprendentemente alti di 3-4 sillabe, le prime due uguali e metalliche, le restanti ronzanti.

### Alimentazione
La dieta di questi uccelli è composta in maggioranza dalle larve di psillidi e dalla melata che esse secernono, nonché dagli essudati vegetali delle piante d'eucalipto (soprattutto la manna): il pardaloto maculato si nutre tuttavia anche di altri piccoli insetti ed invertebrati, nonché sporadicamente di bacche e frutta.

### Riproduzione

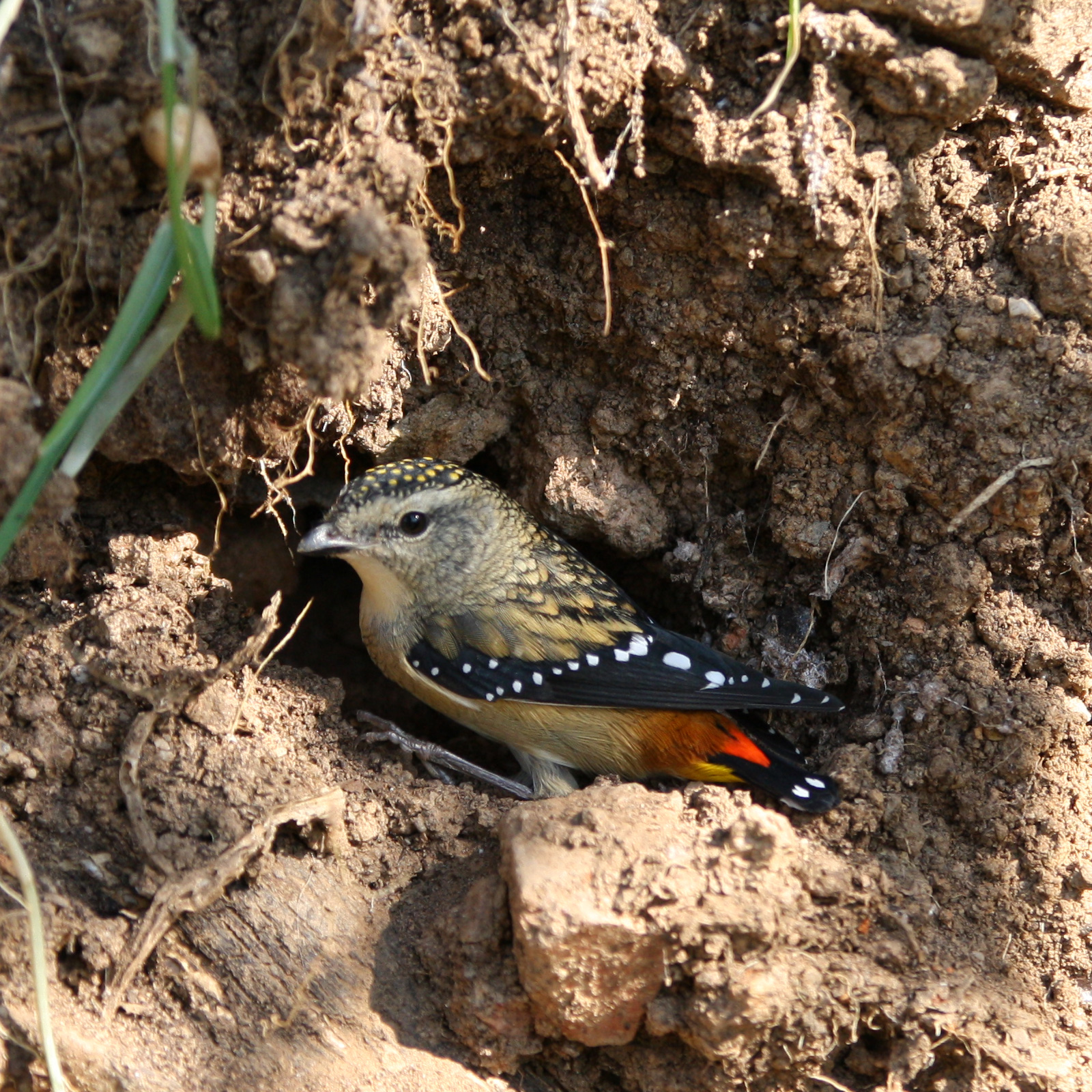
Femmina all'entrata del nido a Bendigo.

Si tratta di uccelli monogami, la cui stagione riproduttiva va giugno a marzo (con le deposizioni concentrate fra agosto e dicembre): generalmente vengono portate avanti due covate a stagione, soprattutto nelle aree settentrionali dell'areale.

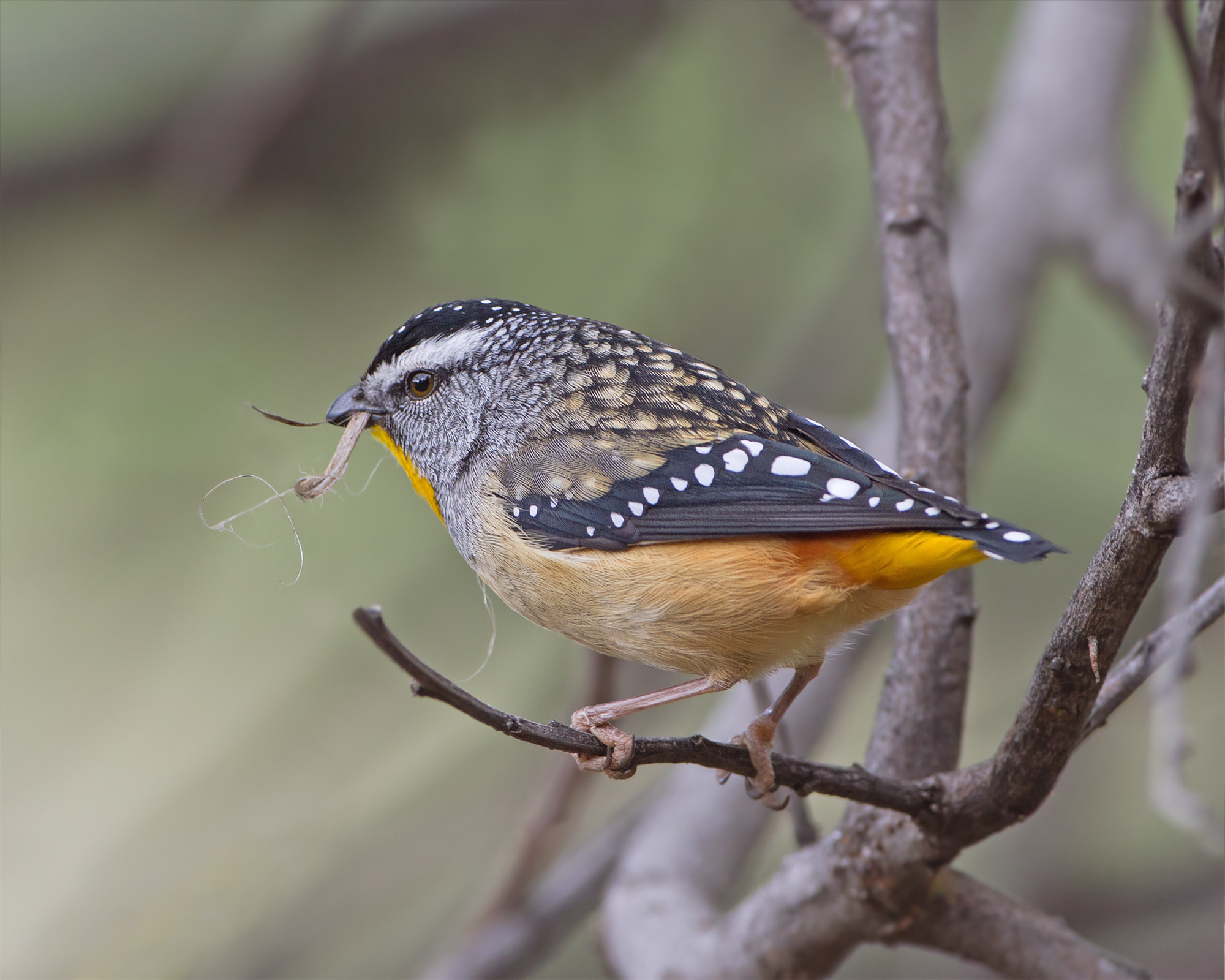
Maschio con materiale da nidificazione in Tasmania.

Il nido consiste in una camera di cova ovale foderata di pezzetti di corteccia d'eucalipto, posta al termine di una galleria orizzontale nel terreno leggermente pendente verso l'alto, la quale può raggiungere il metro e mezzo di lunghezza: allo scavo del nido (ubicato di preferenza negli argini dei fiumi o in accumuli terrosi in aree di scavo abbandonate) partecipano ambedue i genitori, che talvolta aggiungono foglie secche per camuffare l'entrata e possono foderare anche il tunnel con fibre vegetali.
All'interno del nido la femmina depone 3-4 uova arrotondate di 16 x 13 mm, che entrambi i partner si alternano a covare per circa 19 giorni, al termine dei quali schiudono pulli ciechi ed implumi.

I nidiacei vengono accuditi e imbeccati da ambedue i genitori: attorno alle tre settimane di vita essi sono in grado d'involarsi, tuttavia continuano a rimanere nei pressi del nido (continuando a chiedere l'imbeccata, sebbene sempre più sporadicamente, ai genitori) ancora per un paio di settimane, prima di allontanarsi in maniera definitiva e disperdersi.

## Distribuzione e habitat

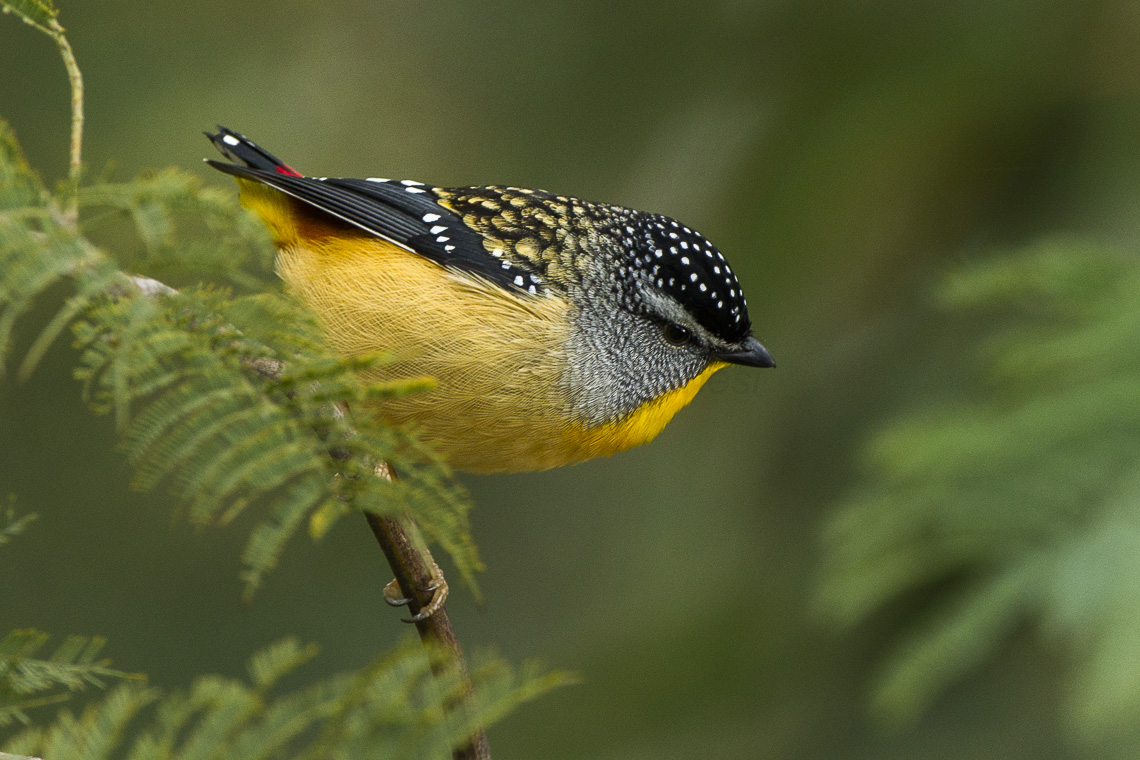
Maschio a Melbourne.

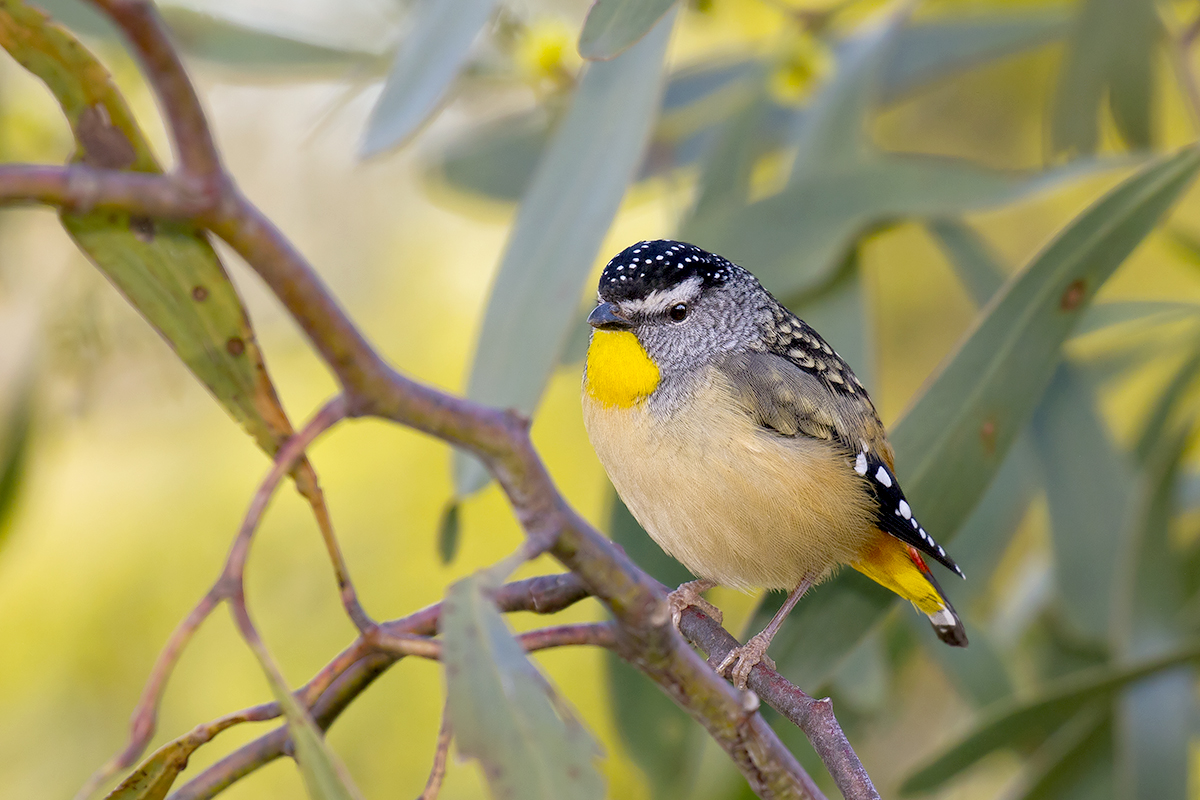
Maschio nel Victoria.

Il pardaloto maculato è endemico dell'Australia, della quale popola una porzione piuttosto ampia che comprende l'intera costa meridionale (fatta eccezione per la piana di Nullarbor) dalla punta sud-occidentale al Victoria e al Nuovo Galles del Sud, e da qui verso nord attraverso un'ampia fascia costiera fino alle propaggini sud-orientali della penisola di Capo York.
L'habitat di questi uccelli è rappresentato dalle formazioni a predominanza di eucalipto, dalla foresta pluviale primaria al mallee cespuglioso.

## Tassonomia
Se ne riconoscono tre sottospecie:

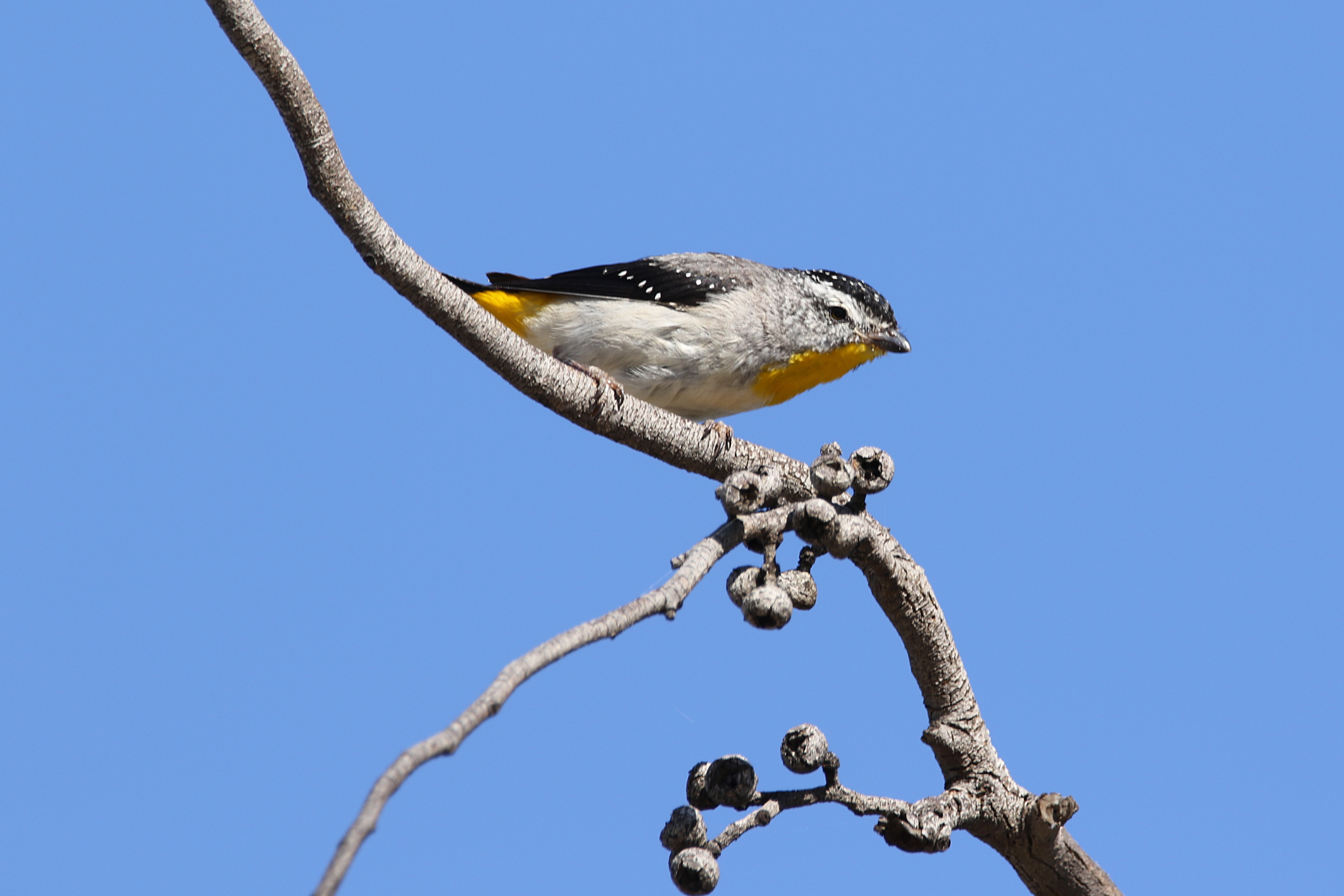
Maschio della sottospecie xanthopyge.

- Pardalotus punctatus punctatus (Shaw, 1792) - la sottospecie nominale, diffusa lungo la fascia costiera dell'areale occupato dalla specie, oltre che in Tasmania e nelle isole dello stretto di Bass;
- Pardalotus punctatus millitaris Mathews, 1912 - diffusa nella porzione nord-orientale dell'areale occupato dalla specie;
- Pardalotus punctatus xanthopyge McCoy, 1866 - diffusa nella porzione più interna dell'areale occupato dalla specie;

Per lungo tempo la sottospecie xanthopyge è stata considerata una specie a sé stante, col nome di P. xanthopyge: tuttavia, essendo i richiami fra le varie popolazioni molto simili ed esistendo un ampio range di meticciamento fra di esse, si tende attualmente a considerare questi uccelli una sottospecie di P. punctatus, della quale rappresentano la popolazione adattata a un ambiente più arido (mentre P. p. millitaris ne rappresenta la forma tropicale).